# Vaaggegordelde melkzwam
De vaaggegordelde melkzwam (Lactarius evosmus) is een melkzwam in de orde Russulales. Hij vormt ectomycorrhiza met populier (Populus) op zware klei en met witte abeel (Populus alba) in de kalkrijke duinen.

## Kenmerken

### Uiterlijke kenmerken
Hoed
De hoed 6,5–12 cm breed. De rand blijft lang gebogen en is vaak golvend gebogen. Het oppervlak van de hoed is glad en hoogstens fijn gerimpeld, droog, mat en licht mat, min of meer plakkerig en zijdeachtig glanzend als het nat is. De hoed is vaak onduidelijk gezoneerd met oker of grijsachtig oker op een lichtgele of crèmekleurige achtergrond. De rand is bleker en dicht gezoneerd, het centrum is vaak donkerder okergeel tot okerroodachtig van kleur. Het vlees verkleurt niet rood.
Lamellen
De lamellen, die op jonge leeftijd witachtig zijn en later bruin-okerkleurig en roodachtig getint, groeien breed op de steel of lopen er soms met een tand naar beneden. Ze zijn vrij breed en vrij dicht, nabij de steel kunnen ze enigszins kruislings verbonden zijn. Bij oude of gekneusde vruchtlichamen kunnen de lamellen soms geelbruine vlekken vertonen. 
Steel
De steel heeft een lengte van 20-55 mm en een dikte van 15-25 mm. De steel is cilindrisch en loopt iets toe aan de voet. Het gladde oppervlak is over de gehele lengte droog en mat. Op jonge leeftijd is de steel witachtig tot lichtgeel of crème, met de jaren wordt hij okerkleurig, kleibruin, geelachtig bruin of kaneelkleurig, maar de punt blijft min of meer witachtig en omringt soms de punt van de steel als een kraag.
Geur en smaak
Het witachtige tot bleek grijsbruine vruchtvlees is vrij stevig en onveranderlijk wanneer het wordt gesneden. Na een tijdje smaakt het erg kruidig en ruikt het uitgesproken zuur, fruitig of appelachtig. 
Melksap
De waterige witte, onveranderlijke melk vloeit vrij rijkelijk en smaakt na korte tijd zeer scherp en brand later op de tong.
Sporenprint
De sporenprint is lichtbeige.

### Microscopische kenmerken
De elliptische sporen zijn gemiddeld 7,1–8,0 µm lang en 5,3–6,5 µm breed. De Q-waarde (quotiënt van sporenlengte en -breedte) is 1,2–1,4. Het sporenornament is tot 0,5 (0,8) µm hoog en bestaat uit ribbels en onregelmatige, langwerpige wratten, die nooit een volledig netwerk vormen, maar meestal in een enigszins zebrapatroon zijn gerangschikt. 
De licht knotsvormige, overwegend 4-sporige basidia zijn 50-60 µm lang en 10-12 µm breed. De onopvallende, spoelvormige en weinig pleurocystidia zijn vaak diep ingebed in het hymenium en daardoor moeilijk te vinden. Ze meten 25–35 x 4–6 µm. De lamelsnede is steriel en bedekt met 10-15 (20) µm lang en 5-9 µm breed, bijna bolvormige paracystidia en talrijke cheilocystidia. Deze zijn 25-40 µm lang en 3-6 µm breed, spoelvormig tot priemvormig en vaak opgerold. De top is meer of minder ingesnoerd als een kralenketting.
De hoedhuid (Pileipellis) is een ixocutis die bestaat uit min of meer parallelle (1) 2-5 µm brede, gelatiniseerde hyfen, waartussen enkele lactiferen liggen. De uiteinden van de hyfen hebben een afgeronde punt.

## Ecologie
De Vaaggegordelde_melkzwam komt individeel of in groepen voor in verschillende loof- en gemengde bossen. Het kan in verschillende vormen worden aangetroffen in de plaatselijke beuken- en haagbeukeikenbossen, en zeldzamer in parken en aan de randen van bospaden. Zoals alle melkzwammen is het een mycorrhiza-schimmel die wordt geassocieerd met verschillende loofbomen. Eiken en populieren dienen vaak als gastheren. Maar het kan ook een symbiotische relatie aangaan met beuken of wilgen. De schimmel houdt van verse tot vochtige, baserijke, zware en leemachtige grond. Het kan worden gevonden van de laaglanden tot de bergen; de vruchtlichamen verschijnen van juli tot oktober.

## Verspreiding

Europees verspreidingsgebied

De vaaggegordelde melkzwam komt voor in Noord-Amerika (VS, Mexico), Noord-Azië (Japan), Noord-Afrika (Marokko) en Europa. In Nederland is de melkzwam vrij zeldzaam. Hij staat op de rode lijst in de categorie 'kwetsbaar'. 